# Roeslan Valjejev
Roeslan Salavatovitsj Valjejev (Oekraïens: Руслан Салаватович Валєєв, Russisch: Руслан Салаватович Валеев) (Odessa, 31 oktober 1981) is een uit Oekraïne afkomstige voetballer. In Nederland is hij bekend onder de naam Ruslan Valeev.
Valjejev speelde voor Tsjernomorets Odessa en Borussia Mönchengladbach alvorens hij door De Graafschap naar Nederland werd gehaald. In zijn eerste seizoen op de Vijverberg, 2000/2001, speelde hij 26 wedstrijden en kwam hij tot 3 doelpunten. Valjejev zou nog enkele jaren blijven bij de club waarmee hij in 2003 degradeerde naar de eerste divisie, maar het jaar er op weer promoveerde via de nacompetitie. Na ruim 125 wedstrijden en 16 doelpunten werd het in 2005 aflopende contract van de vlotte dribbelaar niet verlengd en vertrok hij transfervrij naar FC Emmen, alwaar hij een contract tekende tot de zomer van 2006. Vervolgens werd dit contract niet verlengd en moest de Oekraïner op zoek naar een nieuwe club. Nadat proefperiodes bij KV Mechelen en Fortuna Sittard hem geen contract op leverden, besloot Valjejev het seizoen op amateurbasis af te maken bij zijn oude club FC Emmen. In het seizoen 2007/08 speelde hij weer bij Tsjernomorets Odessa.